# المجراب (أسلم)

تعديل مصدري - تعديل

المجراب هي إحدى قرى عزلة أسلم الوسط بمديرية أسلم التابعة لمحافظة حجة، بلغ تعداد سكانها 214 نسمة حسب تعداد اليمن لعام 2004.